# Marc Soler
Marc Soler (n. 22 noiembrie 1993, Vilanova i la Geltrú, Catalonia, Spania) este un ciclist spaniol, membru al echipei UAE Team Emirates. 
În 2018 a câștigat cursa Paris-Nisa, victorie obținută în ultima etapă după ce a atacat la jumătatea zilei depășindu-l pe liderul de atunci Simon Yates.

## Rezultate în marile tururi

### Turul Italiei
1 participare
- 2021: nu a terminat competiția

### Turul Franței
7 participări
- 2018: locul 62
- 2019: locul 37
- 2020: locul 21
- 2021: nu a terminat competiția
- 2022: nu a terminat competiția
- 2023: locul 56
- 2024: locul 44

### Turul Spaniei
6 participări
- 2017: locul 48
- 2019: locul 9
- 2020: locul 18, câștigător în etapa a 2-a
- 2022: locul 27, câștigător în etapa a 5-a
- 2023: locul 14
- 2024: câștigător în etapa a 16-a